# رایان هرد
 رایان جیمز هرد  خواننده و ترانه‌سرا موسیقی کانتری آمریکایی است. هرد علاوه بر نوشتن تک آهنگ‌های شماره ۱ برای بلیک شلتون، لیدی آنتبلوم و لوک برایان، هرد برای RCA Records Nashville ضبط کرده‌است.